# Episodi di Cobra Kai (terza stagione)
La terza stagione della serie televisiva Cobra Kai, composta da 10 episodi, è stata interamente pubblicata da Netflix, in tutti i paesi in cui è disponibile, il 1º gennaio 2021.
| n° | Titolo originale                  | Titolo italiano                | Pubblicazione   |
| -- | --------------------------------- | ------------------------------ | --------------- |
| 1  | Aftermath                         | Conseguenze                    | 1º gennaio 2021 |
| 2  | Nature Vs. Nurture                | Natura vs formazione           | 1º gennaio 2021 |
| 3  | Now You're Gonna Pay              | Adesso pagherai                | 1º gennaio 2021 |
| 4  | The Right Path                    | La strada giusta               | 1º gennaio 2021 |
| 5  | Miyagi-Do                         | Miyagi-Do                      | 1º gennaio 2021 |
| 6  | King Cobra                        | Cobra reale                    | 1º gennaio 2021 |
| 7  | Obstáculos                        | Ostacoli                       | 1º gennaio 2021 |
| 8  | The Good, The Bad, and the Badass | Il buono, il duro e il cattivo | 1º gennaio 2021 |
| 9  | Feel The Night                    | Feel The Night                 | 1º gennaio 2021 |
| 10 | December 19                       | 19 dicembre                    | 1º gennaio 2021 |

## 19 dicembre
Quando il Miyagi-Do e l'Eagle-Fang tentano un'alleanza a casa dei LaRusso, il Cobra Kai arriva e inizia una rissa, con il risultato che Miguel sconfigge Kyler, Falco tradisce il Cobra Kai e Sam sconfigge Tory. Daniel e Johnny quando vengono a sapere dell'accaduto si recano al dojo del Cobra Kai dove hanno un combattimento con Kreese e fanno un patto dove se uno dei tre dojo perde chiude. Il giorno seguente Daniel e Johnny formano un unico dojo: il Miyagi-Fang Karate con Falco, Mitch e Miguel che si uniscono al dojo e Kreese chiama un suo vecchio amico: Terry Silver.